# Bundesgartenschau 1959
Die Bundesgartenschau 1959 fand vom 30. April bis zum 17. Oktober 1959 in Dortmund statt.

## Geschichte
Für die Bundesgartenschau 1959 entstand der heutige Westfalenpark, indem die Flächen des alten Kaiser-Wilhelm-Hains (eröffnet 1894), des Buschmühlenparks, einer Mülldeponie und Kleingartenanlagen zusammengelegt wurden. Das Gelände der Bundesgartenschau von 1959 umfasste so 60 ha. Im Mittelpunkt der neuen Parkanlage wurde als Fernmelde- und Aussichtsturm der Florianturm errichtet, damals mit 219,6 Metern das höchste deutsche Gebäude.
Die Bundesgartenschau hatte 6,8 Mio. (nach anderen Angaben: 7 Mio.) Besucher. Florianturm, Kaiserhain und Seerosenteich sind heute noch im Stil der 1950er Jahre erhalten.

## Ausstattung

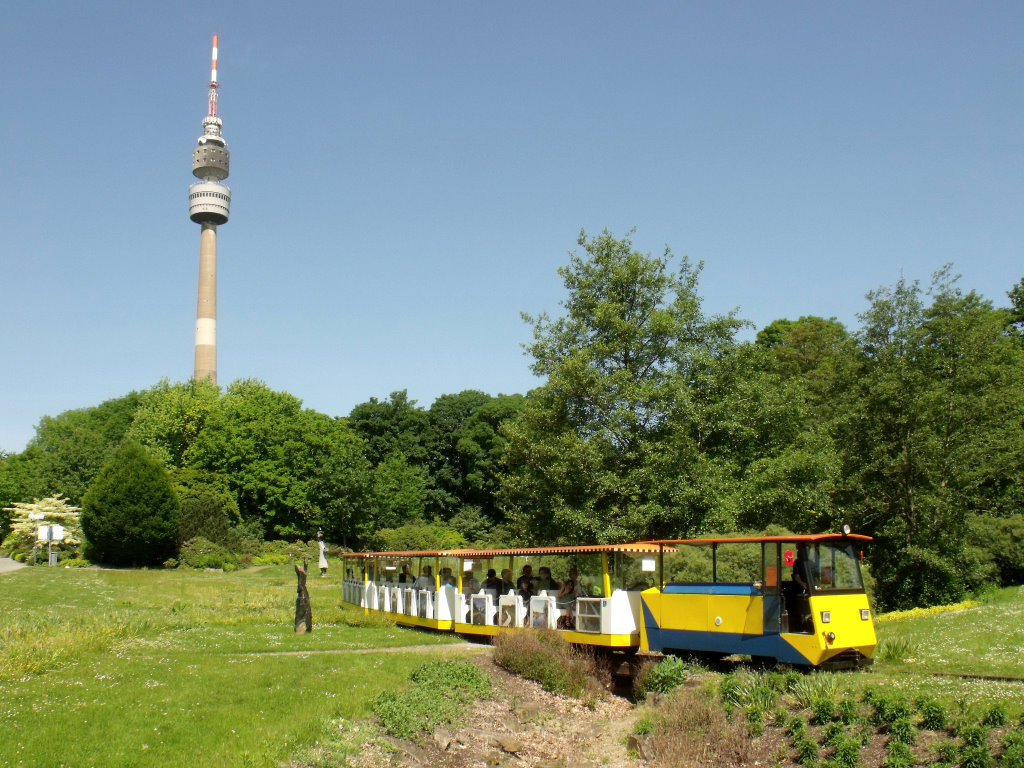
Westfalenparkbahn – im Hintergrund der Florianturm

Zur Bundesgartenschau wurden eine Parkeisenbahn (heute: Westfalenparkbahn) und eine Sesselbahn in Betrieb genommen.

## Wissenswert
Auf dem Gelände der Bundesgartenschau von 1959 folgten noch zwei weitere:
- Die Bundesgartenschau 1969 und
- die Bundesgartenschau 1991

Der Westfalenpark zählt heute zu den großen innerstädtischen Parkanlagen in Europa und dient als beliebtes Ausflugs- und Erholungsziel. Dort beheimatet ist das Deutsche Rosarium.